# Станіслав Косьмінський
Стані́слав Косьмі́нський (пол. Stanisław Kośmiński; 1864 — 10 вересня 1933, Львів) — польський політичний діяч і публіцист.
Розпочав таємну політичну діяльність під час навчання на природничому факультеті Варшавського університету. Заарештований, перебував у Варшавській цитаделі в 1891—1892 роках. 1893 року висланий за межі Російської імперії, жив у Львові, Женеві, Цюриху та Парижі. У Парижі допомагав З. Мілковському редагувати часопис незалежницької організації Польська ліга під назвою «Wolne Polskie Słowo», який потім нелегально переправляли до підросійської Польщі.
Після 1904 року замешкав у Львові, де брав участь у польській патріотичній політичній діяльності, був співорганізатором Народно-демократичної партії, редагував місцеві часописи.
Помер 1933 року, похований на Янівському цвинтарі, могила не збереглась.